# Stenobothrus cotticus
Stenobothrus cotticus är en insektsart som beskrevs av Kruseman och Casimir Albrecht Willem Jeekel 1967. Stenobothrus cotticus ingår i släktet Stenobothrus och familjen gräshoppor. Inga underarter finns listade i Catalogue of Life.